# Lencloître
Lencloître is een gemeente in het Franse departement Vienne (regio Nouvelle-Aquitaine) en telt 2253 inwoners (1999). De plaats maakt deel uit van het arrondissement Châtellerault.

## Geschiedenis
De gemeente Lencoître werd opgericht in 1829. Hierbij werd de plaats Lencloître afgesplitst van de gemeente Saint-Genest-d'Ambière en samengevoegd met de voormalige gemeente Boussageau om de nieuwe gemeente te vormen.

## Geografie
De oppervlakte van Lencloître bedraagt 19,0 km², de bevolkingsdichtheid is 118,6 inwoners per km².
De onderstaande kaart toont de ligging van Lencloître met de belangrijkste infrastructuur en aangrenzende gemeenten.

## Demografie
Onderstaande figuur toont het verloop van het inwonertal (bron: INSEE-tellingen).